# テンサイ褐斑病
テンサイ褐斑病 (テンサイかっぱんびょう, Cercospora leaf spot of beet) とは、Cercospora beticolaという真菌によるテンサイの病害。世界中のテンサイ栽培地帯で、生育期の葉や葉柄に常発する重要病害である。北海道のテンサイ栽培では7月から8月に多発する。多発すると根中糖分が大きく減少する。

## 病徴

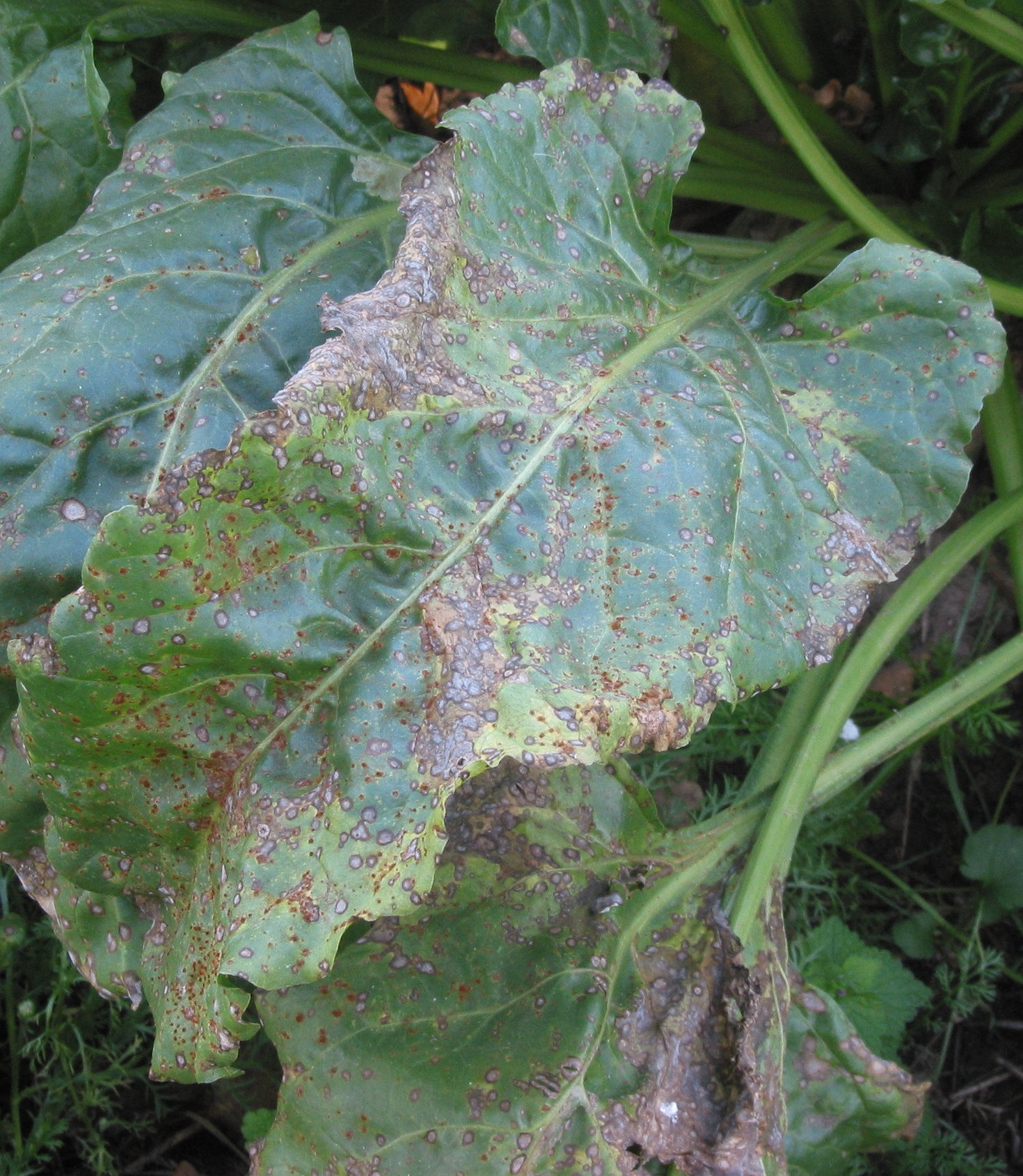
テンサイ褐斑病の病徴

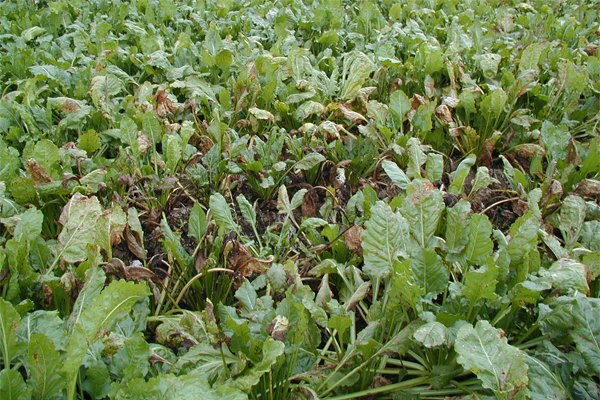
テンサイ褐斑病の発生した圃場

テンサイの連作圃や、被害茎葉をすき込んだ圃場で多発する。初発は7月中旬から下旬で、8月の高温多湿条件で発病が促進される。
最初、葉に直径数mm、円形、中心部が淡褐色、周囲が濃褐色の病斑が発生する。その後、葉全面に広がり、多発すると葉は枯死し、葉柄にも病斑があらわれる。湿度が高い場合は病斑上に胞子が形成され灰白色の粉状になる。発病が激しく、枯死する葉が多いときは、生育後期に新葉が再生するため、根への糖分貯蔵量が減少し、根中糖分が著しく減少する。

## 病原菌
病原菌のCercospora beticolaは、子嚢菌門のうちクロイボタケ綱カプノジウム目コタマカビ科に属する。通常は無性世代のみが出現するいわゆる不完全菌であるが、有性世代としてコタマカビ属Mycosphaerellaによく似た菌を生じることがある。宿主範囲はアカザ科のみ。
テンサイへの伝染経路は以下のとおり。越冬は、罹病種子および罹病茎葉により、これが一次伝染源となる。一次伝染源からの胞子の飛散により、葉に感染する。その後、病斑上に形成された分生子の飛散により二次伝染する。

## 防除法
農薬による防除には、下記薬剤の茎葉散布が用いられる。耕種的防除法としては、抵抗性品種の作付け、被害茎葉のすき込みをさけることなどである。
| 薬剤名                   | 使用量       | 使用時期       | 使用回数 |
| ホクガード乳剤           | 1000～1500倍 | 収穫21日前まで | 2回      |
| アルト乳剤               | 3000倍       | 収穫30日前まで | 2回      |
| プランダム乳剤           | 3000倍       | 収穫21日前まで | 2回      |
| グリーンペンコゼブ水和剤 | 400～600倍   | 収穫30日前まで | 5回      |
| カスミンボルドー         | 800倍        | 収穫30日前まで | 5回      |
| カスミン液剤             | 500倍        | 収穫30日前まで | 5回      |